# ジョージアン様式
ジョージアン様式（ジョージアンようしき、Georgian architecture）は、イギリスのハノーヴァー朝の4人の国王、最初のジョージ1世から4世の治世（1714年 - 1830年）の時期の建築様式。期間は100年以上にわたる。
基本的にはジャコビアン時代に英国に紹介されたルネッサンス様式の建築を踏襲する。左右対称形で奇数梁間（ベイ）の建築であったが、時代が下るにつれ植民地の富がもたらされ、その結果、輸入建材やデザインが取り入れられて洗練され、また遊びが大きくなっていった。リージェンシー様式、アダム様式などの建築様式もジョージアン様式のなかの区分である。
バロックに反発して、イタリアルネサンスを規範に古代・古典への憧憬が高まった。
脚注
1. ↑  戸谷英世・竹山清明『建築物・様式ビジュアルハンドブック』株式会社エクスナレッジ、2009年、150頁。